# Социальные эмоции
Социа́льные эмо́ции — это эмоции, которые зависят от мыслей, чувств или действий других людей, «как они переживаются, вспоминаются, ожидаются или воображаются» этими людьми. Примерами являются смущение, вина, стыд, ревность, зависть, воодушевление, социальное отвращение, сочувствие и гордость. Напротив, базовые эмоции, такие как счастье и печаль, требуют только осознания собственного физического состояния. Поэтому развитие социальных эмоций тесно связано с развитием социального познания, способности представлять психические состояния других людей, которая обычно развивается в подростковом возрасте. Исследования показали, что дети в возрасте от 2 до 3 лет могут выражать эмоции, напоминающие вину и раскаяние. Однако, хотя пятилетние дети способны представить ситуации, в которых могут ощущаться основные эмоции, способность описывать ситуации, в которых могут испытываться социальные эмоции, появляется только к семи годам.
Люди могут не только делиться эмоциями с другими, но также могут испытывать такое же физиологическое возбуждение, как и другие, если они чувствуют социальную связь с другим человеком. Лабораторное исследование, проведенное Квиром, Каром, Уолтоном и Спенсером (2011), показало, что, когда участник ощущал чувство социальной связи с незнакомцем (сообщником-исследователем), он испытывал эмоциональные состояния и физиологические реакции, аналогичные таковым у участника исследования. незнакомец, наблюдая, как незнакомец выполняет сложную задачу.
Социальные эмоции иногда называют моральными эмоциями, поскольку они играют важную роль в морали и принятии моральных решений. В нейроэкономике роль социальных эмоций в теории игр и принятии экономических решений только начинает исследоваться.

## Поведенческая нейробиология
После того как функциональная визуализация, в частности функциональная магнитно-резонансная томография (фМРТ), стала популярной примерно десять лет назад, исследователи начали изучать процесс принятия экономических решений с помощью этой новой технологии. Это позволяет исследователям изучить на неврологическом уровне роль эмоций в принятии решений.

### Возрастные эффекты
Способность описывать ситуации, в которых будут испытываться социальные эмоции, появляется примерно в возрасте 7 лет; к подростковому возрасту переживание социальных эмоций становится обычной частью повседневного социальный обмен. Исследования с использованием фМРТ показали, что в разных возрастных группах при выполнении социально-когнитивных и социально-эмоциональных задач задействованы разные области мозга. В то время как области мозга, такие как медиальная префронтальная кора (MPFC), верхняя височная борозда (STS), височные полюса (TP) и предклинье, граничащее с задней поясной извилиной коры, активируются как у взрослых, так и у подростков, когда они рассуждают о намерениях других людей, у подростков больше активируется медиальная PFC, а у взрослых -- правый СТС. Аналогичные возрастные эффекты были обнаружены и у более молодых участников: когда участники выполняли задачи, связанные с теорией сознания, увеличение возраста коррелировало с увеличением активации в дорсальной части MPFC и снижением активности в вентральной части.
По сравнению с подростками, у взрослых левый височный полюс имеет повышенную активность при чтении историй, вызывающих социальные эмоции. Считается, что височные полюса хранят абстрактные социальные знания. Это говорит о том, что взрослые чаще чем подростки используют социально-семантические знания при обдумывании социально-эмоциональных ситуаций.

## Социальный или моральный аспект
Некоторые социальные эмоции также называют моральными эмоциями из-за фундаментальной роли, которую они играют в морали. Например, вина – это дискомфорт и сожаление, которые человек испытывает по поводу своего проступка. Это социальная эмоция, поскольку она требует осознания того, что этот поступок причиняет вред другому человеку; и это также имеет последствия для морали, так что виновный, чувствуя себя расстроенным и виноватым, принимает на себя ответственность за проступок, который может вызвать желание исправить ситуацию.
Не все социальные эмоции являются моральными эмоциями. Гордость, например, — это социальная эмоция, которая включает в себя воспринимаемое восхищение другими людьми, но исследования роли, которую она играет в моральном поведении, дают сомнительные результаты.

### Эмпатический ответ
Нэнси Айзенберг и ее коллеги определяют эмпатию как реакцию, которая возникает в результате восприятия или понимания эмоционального состояния или состояния другого человека. Вина, социальная эмоция с сильным моральным подтекстом, также тесно коррелирует с эмпатической отзывчивостью; тогда как стыд, эмоция с меньшим моральным привкусом, отрицательно коррелирует с эмпатической реакцией при контроле за чувством вины.
Стигмы также вызывают более эмпатическую реакцию, когда они воспринимаются как неконтролируемые (т. е. имеющие биологическое происхождение, например, наличие определенного заболевания), а не как контролируемые (т. е. имеющие поведенческое происхождение, например, ожирение).